# Munster (Örtze)
Munster (Örtze) este un oraș din landul Saxonia Inferioară, Germania.